# Anouk Aïata
Anouk Aïata est une chanteuse française, née le 3 juin 1983 à Nogent-sur-Marne et aussi le nom du groupe au sein duquel elle se produit.

## Œuvre musicale
Elle débute sur scène au sein du groupe Urbanswing Soundystem. En 2007, elle participe à l'album Unlimited Project "Sounds of Paris" sur lequel elle écrit et interprète trois titres composé par Vinh Up, instigateur du projet et avec qui elle travailla jusqu'en 2008 sur des titres trip-hop, jazz. En 2010, elle crée avec le violoncelliste Amos Mâh le duo Anouk Aïata. Après un premier disque en 2012, elle sort en 2013 son premier album chez Barclay : La femme mangeuse des nuages du ciel. Sa voix suave, les textes très travaillés et poétiques, les différents styles musicaux adoptés font remarquer cet album,,. 
En juillet 2013, elle participe aux Francofolies de La Rochelle. Cette année-là, elle reprend la chanson des années 30 Opium dans une version sensuelle et langoureuse interprétée sur scène avec son complice Amos Mâh.
Au début de 2014, elle sort un nouveau disque intitulé New Surprise.
À partir de 2016, elle se produit sur scène en compagnie d'autres musiciens : Pomme au violoncelle et Ben Benoliel à la guitare.
En octobre 2020, elle enregistre un titre (One last dance) sur l'album Special Request de Taiwan MC.